# Episodi de La squadra del cuore (quinta stagione)
La quinta stagione della serie televisiva La squadra del cuore è stata trasmessa in anteprima negli Stati Uniti d'America dalla NBC tra l'11 settembre 1999 e l'11 marzo 2000.
| nº | Titolo originale          | Titolo italiano | Prima TV USA      | Prima TV Italia |
| -- | ------------------------- | --------------- | ----------------- | --------------- |
| 1  | Hello and Goodbye         |                 | 11 settembre 1999 |                 |
| 2  | Managing Michael          |                 | 18 settembre 1999 |                 |
| 3  | Beer Pressure             |                 | 2 ottobre 1999    |                 |
| 4  | Extreme Eugene            |                 | 9 ottobre 1999    |                 |
| 5  | Too Good to Be True       |                 | 16 ottobre 1999   |                 |
| 6  | Shall We Dance?           |                 | 23 ottobre 1999   |                 |
| 7  | Joint Venture             |                 | 30 ottobre 1999   |                 |
| 8  | Revolver, Problem Solver? |                 | 6 novembre 1999   |                 |
| 9  | Tolerance                 |                 | 13 novembre 1999  |                 |
| 10 | Big Brother Blues         |                 | 20 novembre 1999  |                 |
| 11 | Finals Fury               |                 | 27 novembre 1999  |                 |
| 12 | The Upset                 |                 | 4 dicembre 1999   |                 |
| 13 | Fighting for Your Dreams  |                 | 8 gennaio 2000    |                 |
| 14 | My Family                 |                 | 11 marzo 2000     |                 |